# Маршак Самуїл Якович
Самуї́л Я́кович Марша́к (рос. Самуил Яковлевич Маршак; 22 жовтня (3 листопада) 1887, Воронеж — 4 липня 1964, Москва) — радянський російський дитячий письменник, поет, перекладач, драматург, критик. Насамперед відомий як автор п'єси-казки «Дванадцять місяців». Перекладав сонети та інші твори Шекспіра, англійську поезію, зокрема вірші для дітей, а також поезію з інших мов. Максим Горький називав його "засновником російської (радянської) дитячої літератури".

## Біографія
Народився в єврейській сім'ї заводського майстра Якова Мироновича Маршака (1855—1924). Прізвище «Маршак» є скороченням, яке означає «Наш учитель ребе Аарон Шмуель Кайдановер» і належить нащадкам цього відомого рабина й талмудиста (1624—1676). Його батько працював старшим робітником на заводі з виробництва мила. Отримав хорошу домашню освіту. Раннє дитинство та шкільні роки Самуїл провів у містечку Острогозьк під Воронежем. У гімназії учитель словесності прищепив любов до класичної поезії, заохочував перші літературні спроби майбутнього поета, вважав його вундеркіндом. Його брат Ілля, який писав під псевдонімом М. Ільїн (1896-1953), та сестра Лія, яка писала як Єлена Ільїна (1901-1965), обоє стали радянськими письменниками. 
Один із поетичних зошитів Маршака потрапив до рук Володимира Стасова, відомого російського критика та мистецтвознавця, який посприяв подальшому розвиткові юнака. За сприяння Стасова Самуїл переїжджає в Санкт-Петербург, де навчається в одній із найкращих гімназій. Цілі дні він проводить у публічній бібліотеці, в якій працював Стасов.
1904 року вдома у Стасова Маршак познайомився з Максимом Горьким, який поставився до нього з великим зацікавленням і запросив його на свою дачу в Ялті, де Маршак жив у 1904—1906 роках.
Друкуватися почав 1907 року.
Один із творців і організаторів радянської дитячої літератури. 1923 року вийшли дві перші книжки для дітей.
Перекладав з української мови поетичні твори І.Франка («Притча про нерозум», у перекладі Маршака — «Сказка о глупости»), Лесі Українки, П.Воронька, С.Олійника.

## Переклади українською
- Самуїл Маршак. Дванадцять місяців. — К. : Молодість, 1950. — 88 с.
- Самуїл Маршак (слова), Валентина Іванівна Дроб'язгіна (музика). Веселі пісеньки. — К. : Музична Україна, 1976. — 32 с.
- Самуїл Маршак. Кицин дім. — К. : Національний книжковий проект, 2010. — 48 с. — ISBN 978-966-339-866-2.
- Самуїл Маршак. Веселі віршики та пісеньки. — К. : Національний книжковий проект, 2011. — 160 с. — ISBN 978-617-592-075-6.
- Самуїл Маршак. Казки. — К. : Національний книжковий проект, 2011. — 64 с. — ISBN 978-617-592-058-9.
- Самуїл Маршак. Вірші та казки. — К. : Національний книжковий проект, 2012. — 128 с. — ISBN 978-617-592-112-8.